# John Monson (2e baron Monson)
Pour les articles homonymes, voir Monson.
John Monson, 2e baron Monson (23 juillet 1727 - 23 juillet 1774), est un fonctionnaire britannique. 

## Biographie
Il est le fils aîné de John Monson (1er baron Monson) et de son épouse Margaret Watson, fille cadette de Lewis Watson, premier comte de Rockingham. Il est créé LL.D. de l'Université de Cambridge en 1749. 
Le 5 novembre 1765, il est nommé gardien et juge en chef à la lisière des forêts au sud de Trent. À la chute du premier ministère Rockingham, on lui offre un comté, à condition qu'il renonce à la place; il décline la proposition. Il démissionne avec Portland et d'autres whigs le 27 novembre; mais Walpole mentionne qu'il a par la suite voté avec la cour à la suite de la requête de Bedford selon laquelle le conseil privé devrait prendre note de l'action de l'assemblée du Massachusetts qui a pardonné l'insurrection tardive  . 
En 1768, il signe une protestation contre le projet de loi visant à limiter les dividendes de la Compagnie des Indes orientales. Monson est décédé chez lui, rue Albemarle, le 23 juillet 1774. 

## Famille
Le 23 juin 1752, il épouse Theodosia, fille de John Maddison, originaire de Harpswell, dans le Lincolnshire, dont il a cinq fils et deux filles. Ses fils George et Charles sont des joueurs de cricket. 

## Sources
Matthew Kilburn, Oxford Dictionary of National Biography, Oxford University Press, 2004 (lire en ligne), « Monson, John, first Baron Monson (1693?–1748) »